# ルイ＝カミーユ・マヤール
ルイ＝カミーユ・マヤール（Louis Camille Maillard ([maɪˈjɑːr] my-YAR; フランス語: [majaʁ];、1878年2月4日 - 1936年5月12日）は、フランスの医師、化学者である。メイラード反応にその名を残すほか、腎臓疾患の研究に大きく貢献した。

## 若年期
マヤールは、1878年2月4日にポンタ＝ムッソンで生まれた。父はレオン・シャルル・アルチュール・マヤール（Léon Charles Arthur Maillard, 1841-1920）、母はマリー・マチルド・ボー（Marie Mathilde Baudot, 1847-1934）で、3人兄弟の末っ子だった。
ナンシー大学で1897年に理学修士、1903年に医学博士を取得した。1910年6月6日にジャンヌ・ルイーズ・フザンス(Jeanne Louise Faisans)と結婚した。

## キャリア
大学卒業後は、ナンシー大学医学部化学科に勤務した。1912年、マヤールは、アミノ酸と糖（炭水化物）の反応についての研究を行い、食品中のアミノ酸と糖を加熱したときに特有の褐色物質が生成されることを発見した。この物質は、パンやステーキ、焼きマシュマロなどの表面の色や風味の原因となる。この反応は、彼の名を取って「メイラード反応」と呼ばれている。1914年にパリに移り、パリ大学化学研究所の生物学グループ長に就任した。パリ大学では、生理学、特に尿素の代謝や腎臓疾患について研究し、尿素合成不全に関する新理論を発見して、尿素合成不全指数（マヤール係数）を導入した。マヤールの理論は、腎臓病の診断に有用であることが証明されている。
第一次世界大戦が勃発すると、全ての研究を止めてフランス軍に入隊した。フランス軍では第11軍団衛生部に所属し、一等少佐に昇進した。
第一次大戦終結後の1919年、当時フランス領だったアルジェのアルジェ大学の生物化学・医化学の教授に任命された。
1936年5月12日、パリでフェローシップの審査員をしている最中に急死した。